# American Journal of Epidemiology
Das American Journal of Epidemiology (abgekürzt Am. J. Epidemiol. oder AJE) ist eine wissenschaftliche Fachzeitschrift, in der empirische Forschungsergebnisse, Meinungsbeiträge und methodische Entwicklungen auf dem Gebiet der epidemiologischen Forschung im Peer-Review-Verfahren veröffentlicht werden. Derzeitiger Chefredakteur ist Enrique Schisterman.

## Geschichte
Die Zeitschrift erschien erstmals 1920 als American Journal of Hygiene. 1965 erhielt sie ihren heutigen Namen American Journal of Epidemiology. Seit der Gründung hat die Zeitschrift ihren Sitz bei der Abteilung für Epidemiologie der Johns Hopkins Bloomberg School of Public Health und wird in Zusammenarbeit mit der Society of Epidemiologic Research herausgegeben.
Die im AJE veröffentlichten Artikel werden bei PubMed, Embase und einigen weiteren Datenbanken indexiert. Den Autoren bietet AJE Open-Access-Möglichkeiten an. Die Zeitschrift erscheint halbmonatlich. Ganze Ausgaben widmen sich Berichten von akademischen Treffen (Society of Epidemiologic Research, North American Congress of Epidemiology), der Geschichte des Epidemic Intelligence Service der Centers for Disease Control and Prevention (CDC), dem Leben von George W. Comstock und Jubiläen bemerkenswerter Schulen der öffentlichen Gesundheit (UC Berkeley School of Public Health, Tulane University School of Public Health and Tropical Medicine, Johns Hopkins Bloomberg School of Public Health).
Das AJE belegt bei Google Scholar Platz fünf im Bereich Epidemiologie. Der Impact Factor lag 2018 bei 4,473; der 5-Jahres-Impact-Factor laut Journal Citation Reports bei 5,419.

## Chefredakteure
- William Henry Welch (1920–1927)
- Roscoe Hyde (1927–1938)
- Martin Frobisher (1938–1948)
- David Bodian (1948–1957)
- Philip Sartwell (1957–1958)
- Abraham G. Osler (1958–1965)
- Neal Nathanson (1965–1979)
- George W. Comstock (1979–1988)
- Moyses Szklo (1988–2019)
- Enrique Schisterman (seit 2019)